# APOBEC3D
APOBEC3D (англ. Apolipoprotein B mRNA editing enzyme catalytic subunit 3D) – білок, який кодується однойменним геном, розташованим у людей на короткому плечі 22-ї хромосоми.  Довжина поліпептидного ланцюга білка становить 386 амінокислот, а молекулярна маса — 46 598.
| 10         |  | 20         |  | 30         |  | 40         |  | 50         |
| ---------- |  | ---------- |  | ---------- |  | ---------- |  | ---------- |
| MNPQIRNPME |  | RMYRDTFYDN |  | FENEPILYGR |  | SYTWLCYEVK |  | IKRGRSNLLW |
| DTGVFRGPVL |  | PKRQSNHRQE |  | VYFRFENHAE |  | MCFLSWFCGN |  | RLPANRRFQI |
| TWFVSWNPCL |  | PCVVKVTKFL |  | AEHPNVTLTI |  | SAARLYYYRD |  | RDWRWVLLRL |
| HKAGARVKIM |  | DYEDFAYCWE |  | NFVCNEGQPF |  | MPWYKFDDNY |  | ASLHRTLKEI |
| LRNPMEAMYP |  | HIFYFHFKNL |  | LKACGRNESW |  | LCFTMEVTKH |  | HSAVFRKRGV |
| FRNQVDPETH |  | CHAERCFLSW |  | FCDDILSPNT |  | NYEVTWYTSW |  | SPCPECAGEV |
| AEFLARHSNV |  | NLTIFTARLC |  | YFWDTDYQEG |  | LCSLSQEGAS |  | VKIMGYKDFV |
| SCWKNFVYSD |  | DEPFKPWKGL |  | QTNFRLLKRR |  | LREILQ     |  |            |

A: Аланін

C: Цистеїн

D: Аспарагінова кислота

E: Глутамінова кислота

F: Фенілаланін

G: Гліцин

H: Гістидин

I: Ізолейцин

K: Лізин

L: Лейцин

M: Метіонін

N: Аспарагін

P: Пролін

Q: Глутамін

R: Аргінін

S: Серин

T: Треонін

V: Валін

W: Триптофан

Кодований геном білок за функцією належить до гідролаз. 
Задіяний у таких біологічних процесах як імунітет, вроджений імунітет, антивірусний захист. 
Білок має сайт для зв'язування з іонами металів, іоном цинку. 
Локалізований у цитоплазмі.